# (17176) Viktorov
(17176) Viktorov (1999 SH17) – planetoida z pasa głównego asteroid okrążająca Słońce w ciągu 3,27 lat w średniej odległości 2,2 j.a. Odkryta 30 września 1999 roku.